# Lene Moyell Johansen
Lene Moyell Johansen (født 19. december 1968) er siden 2017 Rigsombudsmand på Færøerne. Lene Moyell Johansen er uddannet jurist. 
I 2003 blev Lene Moyell Johansen cand. jur. fra Københavns Universitet. Fra 2003 til 2004 var hun ansat som fuldmægtig i Roskilde Statsamt. 2003 til 2008 var hun ekstern underviser i faget familie- og arveret ved Københavns Universitet og fra 2004 til 2008 var hun lærer ved Gideonskolen i Vallensbæk. I juni 2008  blev hun  ansat ved Rigsombuddet på Færøerne og har været faglig ansvarlig for det person- og familieretlige område siden 2011. 
Lene Moyell Johansen har været stedfortræder for rigsombudsmanden i flere år og har et omfattende kendskab til det færøske samfund, sprog og politiske forhold. Lene Moyell Johansen har været rigsombudsmand siden 15. maj 2017, da hun afløste Rigsombudsmand Dan Michael Knudsen.